# Castrul roman Noviodunum

## Așezare geografică
Castrul roman Noviodunum se află pe malul Dunării, la 2 km est de localitatea Isaccea, județul Tulcea. Castrul a reprezentat baza unității militare navale Classis Flavia Moesica.
În antichitate, centrul urbanistic de aici purta numele de Noviodunum, nume de origine celtică.
Platforma de teren de la sud-vest, marcată de prezența movilei Kurgan-Vizir (cu o circumferință de 400 m, o înălțime de 73 m și o pantă de 75°- 90°), este punctată de numeroase movile funerare din necropola cetății romane. Movilele se înșiruie de-a lungul unor liniamente radiale, de-o parte și de cealaltă a unor artere rutiere antice care uneau cetatea cu teritoriul. 

## Istoric
Menționată de autori antici și bizantini (Ptolemeu, Ammianus Marcellinus, Procopius din Caesarea, Jordanes și Constantin Porphyrogenetul), în surse cartografice și în relatările unor călători medievali, Noviodunum a jucat un important rol strategic și economic la Dunărea de Jos.
Aici a făcut pod de vase în anul 514 î.e.n. împăratul Darius al Persiei,pentru a trece la sciți, iar grecii din cetățile pontice aveau aici organizat o factorie comercială.
Odată cu stabilirea romanilor în ținutul dobrogean, Noviodunum devine sediul uneia dintre legiunile însărcinate cu paza acestui hotar. În ordinea succesiunii lor, aici au staționat unități ale Legiunii a XI-a Claudia, a V-a Macedonica, apoi Legiunea I-a Jovia, ori a II-a Herculia și tot aici era și flota fluviala romană – Classis Flavia Moesica. Poziția geografică oferea cetății posibilitatea de supraveghere și control a întregului hotar (limes) de nord al Dunării. Această importanță strategică avea să determine și funcția administrativ-economică a orașului ce se va dezvolta în jurul castrului militar.
Principal sediu al flotei romane de pe Dunăre (Classis Flavia Moesica), la Noviodunum au staționat unități militare din legiuni importante: a V-a Macedonica, Prima Italica, Prima Jovia Scythica.
Pe aici a fost și drumul unor mari invazii: sarmații, costobocii, goții, herulii etc.
În 1340, aici a avut loc tamgaua Hoardei de Aur; prin acest loc și-au trimis turcii armatele împotriva Moldovei, precum și armatele Rusiei în timpul războaielor antiotomane din secolele XVIII și XIX.
Dacă înainte de năvălirea tătarilor (1241) Noviodunum devenise un adevărat oraș bizantin, începând cu a doua jumătate a sec. al XIII-lea p. Chr, aria locuită se retrage tot mai aproape de cetate, unde o întâlnim până la cucerirea otomană (1420). Turcii mută centrul de greutate spre vest, unde fusese întemeiată, probabil de tătari, o mică așezare, încă din sec. XIII p. Chr.
Începând din secolul al X-lea, numele Noviodunum dispare și în locul lui găsim menționat – în documentele cartografice ale vremii – pe cel de Isaccea.